# Kaitlyn Ashley
Kaitlyn Ashley (Fort Lauderdale, 29 giugno 1971) è un'ex attrice pornografica statunitense membro dell'AVN Hall Of Fame.

## Biografia
Ha conosciuto il suo futuro marito Jay Ashley alle scuole superiori; all'età di 15 anni si trasferisce. Non appena Jay si arruola nella U.S. Marines, lei comincia a lavorare come assistente ai veterani.
È attiva nel cinema pornografico negli anni che vanno dal 1993 al 1997. In questi anni appare in oltre trecento film. Ashley cita Nina Hartley e Debi Diamond come attrici che le hanno dato maggior supporto e appoggio durante i suoi quattro anni di carriera. Ha ottenuto nel 1996 il premio come Female Performer of the Year dalla rivista AVN.
Fa parte della Hall of Fame sia degli AVN Awards che degli XRCO rispettivamente dal 2001 e 2020.

## Riconoscimenti
- AVN Awards
  - 1995 – Best Supporting Actress (video) per Shame[7]
  - 1996 – Female Performer of the Year[8]
  - 2001 – Hall of Fame[9]
- XRCO Award
  - 2020 – Hall of Fame[10]

## Filmografia
- Amateur Orgies Series 31 (1993)
- American Beauty 1 (1993)
- Anal Innocence 2 (1993)
- Anal Overtures (1993)
- Anal Rampage 2 (1993)
- Anal Virgins Of America 1 (1993)
- Anal Vision 16 (1993)
- Back In Style (1993)
- Bi Bi Love Amateurs 3 (1993)
- Boogie in the Butt (1993)
- Bubble Butts 27 (1993)
- Cherry Cheeks (1993)
- Dirty Doc's House Calls 5 (1993)
- Exit In Rear (1993)
- Hollywood Scandal (1993)
- More Dirty Debutantes 24 (1993)
- Night And Day 2 (1993)
- Riot Grrrls (1993)
- Rituals (1993)
- Sodomania 6 (1993)
- Superstar Sex Challenge 1 (1993)
- Tales From The Clit (1993)
- Top Debs 4 (1993)
- Up And Cummers 5 (1993)
- Vagina Town (1993)
- Video Virgins 5 (1993)
- Adventures of Studman 1 (1994)
- American Beauty 2: The Devil in Miss Angel (1994)
- American Blonde (1994)
- Anal Adventures Of Max Hardcore: Video Games (1994)
- Anal Maniacs 1 (1994)
- Analizer (1994)
- Babes Illustrated 2 (1994)
- Back To Anal Alley (1994)
- Bad Girls 2: Strip Search (1994)
- Bad Girls 3: Cellblock 69 (1994)
- Badlands 1 (1994)
- Basket Trick (1994)
- Beach Bum Amateurs 32 (1994)
- Big Knockers 2 (1994)
- Big Knockers 3 (1994)
- Big Knockers 4 (1994)
- Blonde Forces 2: Honeydrippers (1994)
- Brassiere To Eternity (1994)
- Breastman's Wet T-shirt Contest (1994)
- Buttslammers 6 (1994)
- Buttslammers 7 (1994)
- Buttslammers 8 (1994)
- Caged Beauty (1994)
- Carlita's Back Way (1994)
- Cat Lickers 2 (1994)
- Certifiably Anal (1994)
- Climax 2000 (1994)
- Climax 2000 2: Revenge of the Phantom (1994)
- Desert Moon (1994)
- Dick And Jane In The Mountains (1994)
- Dirty Doc's Butt Bangers 5 (1994)
- Erotic Newcummers 1 (1994)
- Euro-max 2: Cream 'n Eurosluts (1994)
- Face (1994)
- Face Sitter 3 (1994)
- Filthy Sleazy Scoundrels (1994)
- Freak Club (1994)
- Gang Bang Gals (1994)
- Girl In Room 69 (1994)
- Girls Off Duty (1994)
- Glen And Glenda (1994)
- Hardcore (1994)
- HeXXXed (1994)
- Hollywood in Your Face (1994)
- Hot Tight Asses 6 (1994)
- Hot Tight Asses 7 (1994)
- Jaded Love (1994)
- Junkyard Dykes 1 (1994)
- Junkyard Dykes 3 (1994)
- Kittens 5 (1994)
- Let's Dream On (1994)
- Let's Play Doctor (1994)
- Lipstick Lesbians 1: Massage Parlor (1994)
- Lust What The Doctor Ordered (1994)
- Makin' It (1994)
- Nasty (1994)
- Never Say Never...Again (1994)
- New Positions (1994)
- Obsession (1994)
- Oral Obsession 1 (1994)
- Private Video Magazine 16 (1994)
- Provocative (1994)
- Punished Innocence (1994)
- Pussy Whipped (1994)
- Pussyman 5 (1994)
- Pussyman 6 (1994)
- Quest (1994)
- Reality And Fantasy (1994)
- Reel Sex 2: Slash Party (1994)
- Reel Sex World 4 (1994)
- Reel Sex World 5 (1994)
- Ring Of Passion (1994)
- Secret Urges (II) (1994)
- Sex 1 (1994)
- Sex Detective (1994)
- Shame (1994)
- Show Business (1994)
- Sindy Does Anal Again (1994)
- Sleeping Single (1994)
- Starlet (1994)
- Suite 18 (1994)
- Super Groupie (1994)
- Supermodel 2 (1994)
- Surprise (1994)
- Tail Taggers 113 (1994)
- Takin' It To The Limit 1 (1994)
- Tight Lips (1994)
- Tonya's List (1994)
- Totally Naked (1994)
- Use It Or Lose It (1994)
- Visions Of Desire (II) (1994)
- Wicked As She Seems (1994)
- 1-900-FUCK 3 (1995)
- Above The Knee (1995)
- Adult Video News Awards 1995 (1995)
- All Amateur Perfect 10's (1995)
- All-Star Anal Interviews 1 (1995)
- Anal Adventures of Bruce Seven (1995)
- Anal Angels 1 (1995)
- Ass Ventura Crack Detective (1995)
- Avalon Weekend (1995)
- Backdoor Bradys (1995)
- Bad Girls 5: Maximum Babes (1995)
- Batbabe (1995)
- Big Knockers 11 (1995)
- Big Knockers 12: Best of Lesbians 1 (1995)
- Big One (1995)
- Boiling Point (1995)
- Born 2 B Wild (1995)
- Buffy's Malibu Adventure (1995)
- Buffy's New Boobs (1995)
- Burning Desires (1995)
- Butt Jammers 4: Anal Overload (1995)
- Checkmate (1995)
- Cinesex 2 (1995)
- Clockwork Orgy (1995)
- Club Kiss (1995)
- Come On (1995)
- Coming Attractions (1995)
- Cover To Cover (1995)
- Dear Diary (1995)
- Deep Throat Girls 10 (1995)
- Devil in a Wet T-shirt (1995)
- Dirty Bob's Xcellent Adventures 20 (1995)
- Dreams (1995)
- Erotic Escape (1995)
- Extreme Sex 3: Wired (1995)
- Fever Pitch (1995)
- Finger Pleasures 3 (1995)
- FleXXX 2 (1995)
- Flirt (1995)
- For Your Mouth Only (1995)
- Foreskin Gump (1995)
- Four Weddings And A Honeymoon (1995)
- Ghosts (1995)
- Girls School (1995)
- Hard Headed (1995)
- Harder She Craved (1995)
- Head First (1995)
- Heartbeat (1995)
- Helen and Louise 1 (1995)
- Hollywood Boulevard (1995)
- Hotel Fantasy (1995)
- Hotel Sodom 4 (1995)
- Kaithlyn Ashley's Hollywood Sex Tour (1995)
- Lonely Hearts (1995)
- Loose Morals (1995)
- Lust Runner (1995)
- Natural Born Thrillers (1995)
- No Man's Land 11 (1995)
- No Man's Land 12 (1995)
- Overtime 4: Oral Hijinx (1995)
- Penetrator 2 (1995)
- Perverted (1995)
- Perverted Women (1995)
- Private Places (1995)
- Pussyman 11 (1995)
- Raunch Ranch (1995)
- Razor's Edge (1995)
- Rear And Pleasant Danger (1995)
- Rx For A Gang Bang (1995)
- Sex 2 Fate (1995)
- Sex Alert (1995)
- Sex Lives Of Clowns (1995)
- Shave Tails 2 (1995)
- Side Show Freaks (1995)
- Sinnocence (1995)
- Sodomania and Then Some: A Compendium (1995)
- Stacked Deck (1995)
- Starbangers 7 (1995)
- Starlet (1995)
- Stowaway (1995)
- Strippers Inc. 2 (1995)
- Takin' It To The Limit 4 (1995)
- Titty City (1995)
- Topless Stewardesses (1995)
- What's Up Tiger Pussy? (1995)
- Wicked Ways 3: All-Anal Slutfest (1995)
- Women On Fire (1995)
- Adult Video News Awards 1996 (1996)
- All American Stripteasers (1996)
- Amazon Heat 1 (1996)
- Anal Connection (1996)
- Anal Inquisition (1996)
- Anal Portrait (1996)
- Anal Talisman (1996)
- Ass Masters 15 (1996)
- Ass Openers 2 (1996)
- Babes Illustrated 5 (1996)
- Backline Reporter (1996)
- Biography: Kaithlyn Ashley (1996)
- Breeders (1996)
- Carnal Country (1996)
- Deep Inside Kaithlyn Ashley (1996)
- Deep Inside Kaithlyn Ashley (II) (1996)
- Girl's Affair 8 (1996)
- Head Shots (1996)
- Head Trip (1996)
- Hot Wired (1996)
- Hotel Sodom 9 (1996)
- In Your Face (1996)
- Jailhouse Nurses (1996)
- Motel Sex 5 (1996)
- NYDP Blue (1996)
- Primal Instinct (1996)
- Pure Smut (1996)
- Pussy Hunt 24 (1996)
- Pussyman 14 (1996)
- Rear Window (1996)
- Reflections (1996)
- Seriously Anal (1996)
- Sex Bandits (1996)
- Sexual Healing (1996)
- Shane's World 1 (1996)
- Sin-a-bun Girls (1996)
- Sorority Cheerleaders (1996)
- Southern Comfort 1 (1996)
- Splattered (1996)
- Superstars of Porn 5: Kaitlyn Ashley, Cum Guzzling Tramp (1996)
- Temple Of Poon (1996)
- Topless Window Washers (1996)
- Triple X 12 (1996)
- Triple X 9 (1996)
- Venom 5 (1996)
- Violation (1996)
- Visions Of Seduction (1996)
- Wicked Fantasies (1996)
- Young Girls Do 2: Sweet Meat (1996)
- Amazon Heat 2 (1997)
- Anal Intruder 11 (1997)
- Anal Maniacs 5 (1997)
- Anally Yours (1997)
- Ass Openers 4 (1997)
- Attendant (1997)
- Babes Illustrated 6 (1997)
- Beautiful (1997)
- Bloopers 2 (1997)
- Blowjob Adventures of Dr. Fellatio 3 (1997)
- Buttslammers 15 (1997)
- Centerfolds (1997)
- Confessions (1997)
- Cumback Pussy 6 (1997)
- Fantasy Play For Bisexuals (1997)
- Femania 2 (1997)
- Forever Wild (1997)
- Generation Sex 4: Cyberotic (1997)
- Girls From Ipanema (1997)
- Gunn Club (1997)
- Indecent Influence (1997)
- Kaitlyn Goes To Rio (1997)
- Loads of Peter North (1997)
- Miss Tight Ends 1997 Anal Contest (1997)
- Paradise (1997)
- Perversions (1997)
- Pervo-scope (1997)
- Philmore Butts too Much to Handle (1997)
- Private Diary of Tori Welles (1997)
- Roadside Adventures (1997)
- Rock Hard (1997)
- Seduction of Sid Deuce (1997)
- Sodomania: Slop Shots 1 (1997)
- Studio-X (1997)
- Sweet Revenge (1997)
- Teach Me (1997)
- Teri Weigel: Centerfold (1997)
- Totally Depraved 2 (1997)
- Twisted (1997)
- Ultimate Glamour Blowjob (1997)
- Venom 8 (1997)
- ViXXXen (1997)
- Week and a Half in the Life of a Prostitute (1997)
- American Dream Girls (1998)
- College Girls Do 3 (1998)
- Last Movie (1998)
- Lover (1998)
- Nasty Amateurs: Public Sex (1998)
- Risky Biz (1998)
- Whoppers (1998)
- Cream Dreams (1999)
- Sex In the Deep South (1999)
- Sodomania: Director's Cut Classics 2 (1999)
- All Girl Pussy Lickers (2000)
- Best of the Vivid Girls 30 (2000)
- College Girls Do 7 (2000)
- Pussyman's Sexiest Ladies Of Porn 1 (2000)
- Snatch Adams (2000)
- Lost Angel (2001)
- Nikki Dial: Extreme Close Up (2001)
- Sleeping Booty (2001)
- Girls Only: Janine (2002)
- Anal Angels (2003)
- Eager Beavers (2003)
- Never Enough (2003)
- Ashley Renee Exposed (2004)
- Dayton Rains Exposed (2004)
- Dirty Debutantes: Best Scenes 8 (2004)
- Double Dippin (2004)
- Jenna Uncut and Uncensored (2004)
- Say Aloha To My A-hola (2004)
- Doggy Style (2005)
- Hostess With The Moistest (2005)
- Lettin' Her Fingers Do The Walking (2005)
- Breast Obsessed (2006)
- Hall of Fame: Nikki Dial (2007)
- Retro Pussy (2007)
- Peter North: The Lost Footage (2009)
- Titter (2009)
- Debi Diamond: The Nasty Years (2010)
- Fifty Shades of Bruce Seven (2012)
- Super Stud Spectacular: Tom Byron (2012)